# Tiana Dockery
Tiana Marie Dockery (Clovis, 19 settembre 1993) è una pallavolista statunitense.
Gioca nel ruolo di schiacciatrice nell'Oriveden Ponnistus.

## Carriera

### Club
La carriera di Tiana Dockery inizia a livello scolastico, giocando per quattro anni con la Foster HS. In seguito gioca a livello universitario, partecipando alla Division I NCAA dal 2012 al 2015, raggiungendo la Final four durante in suo ultimo anno con la Kansas.
Appena conclusa l'università, firma il suo primo contratto professionistico e partecipa alla Liga de Voleibol Superior Femenino 2016 in Porto Rico con le Capitalinas de San Juan, raggiungendo la finale scudetto, che però non disputa a causa di un infortunio. Nella stagione 2016-17 approda in Svezia, disputando la Elitserien con lo Hylte/Halmstad, mentre nella stagione seguente si trasferisce in Svizzera, difendendo i colori del Neuchâtel in Lega Nazionale A.
Nel gennaio 2019 torna in campo in Finlandia per disputare la seconda parte della Lentopallon Mestaruusliiga 2018-19 con l'Oriveden Ponnistus, aggiudicandosi la Coppa di Finlandia.

## Palmarès

### Club
- Coppa di Finlandia: 1

2018